# Florence Cestac
Vous lisez un « article de qualité » labellisé en 2019.
Pour les articles homonymes, voir Cestac.
Florence Cestac est une autrice de bande dessinée, illustratrice et éditrice française née le 18 juillet 1949 à Pont-Audemer (Eure).
Ancienne élève des Beaux-Arts à Rouen et de l'École des arts décoratifs à Paris, elle collabore à plusieurs périodiques. Au début des années 1970, elle co-fonde avec Étienne Robial la maison d'édition Futuropolis, qui influence durablement le paysage de la bande dessinée française. En parallèle, elle est l’autrice de nombreux albums qui lui valent un succès public et critique de long terme. Ses ouvrages les plus célèbres sont Harry Mickson, Les Déblok, Le Démon de midi, La Véritable Histoire de Futuropolis et Un amour exemplaire. Elle reçoit plusieurs distinctions culturelles et notamment, en 2000, le Grand prix de la ville d'Angoulême, récompense française la plus prestigieuse dans le domaine de la bande dessinée.
Son style se caractérise par les gros nez de ses personnages, son trait rond et son angle humoristique destiné tant à la jeunesse qu’aux adultes. Tout au long de sa carrière, la dessinatrice agit en faveur de la défense des droits des femmes et s’implique dans plusieurs initiatives pour la défense des droits des auteurs de bande dessinée.

## Biographie

### Jeunesse et formation
Florence Cestac grandit dans la campagne normande, à Pont-Audemer puis à Rouen, en France.
Son père, élevé en bourgeoisie provinciale, est ingénieur des Arts et Métiers. Sa mère, femme au foyer, s'occupe des enfants.
Florence Cestac conserve un souvenir « ludique et gai » de son enfance : « Ma famille était joyeuse, déconnante. Ma mère surtout. Contrairement à mon père très bourru. » Comme les bandes dessinées sont alors un loisir réservé aux garçons, elle en acquiert en cachette ou lit celles de son frère, tout en parsemant ses propres cahiers de dessins. Ses lectures sont Pépito, Tartine Mariolle et Blek le Roc ou Sapeur Camember, Tintin, Spirou… À sa demande — car elle souhaite s'éloigner de son milieu familial —, ses parents l'inscrivent pendant son adolescence dans un pensionnat catholique à Honfleur, qu'elle fréquente de la classe de sixième jusqu'à la seconde. Plus tard, l'artiste relate cette expérience dans le premier volume des Filles des Oiseaux : N'oubliez jamais que le Seigneur vous regarde ! (Dargaud, 2016). Ces années, dit-elle, la convainquent de « basculer dans l’athéisme le plus total ».

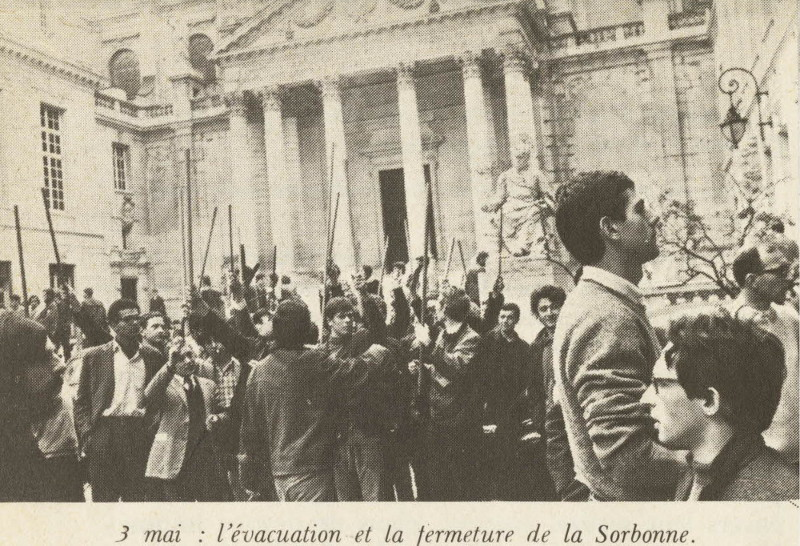
Manifestations étudiantes à l'université de la Sorbonne le 3 mai 1968.

Elle suit les cours des Beaux-Arts à Rouen de 1965 à 1968 puis elle intègre l'École des arts décoratifs à Paris. Elle participe aux évènements de Mai 68 avec son compagnon, Étienne Robial, maquettiste et designer, ainsi qu'une bande d'amis, se joignant à des manifestations et découpant les drapeaux tricolores pour n'en conserver que le rouge. Ce comportement leur vaut d'être arrêtés. Cestac passe dix-huit jours en détention provisoire à Gradignan. À l'issue du procès, elle est condamnée à une lourde amende, dont son père s’acquitte, et elle est privée de ses droits civiques pendant cinq ans. Ses amis sont quant à eux envoyés faire leur service militaire dans un régiment disciplinaire en Allemagne, les autorités étant désireuses de « faire des exemples ». Cestac estime que mai 1968 représente un tournant dans sa vie : elle était « programmée » pour « une petite vie de province tranquille » (femme au foyer), or cet élan d'« enthousiasme collectif » la pousse à rompre avec les traditions sociales et à se rendre à Paris pour prendre part au mouvement.

### Débuts professionnels
Elle exerce pour les éditions dirigées par Daniel Filipacchi dans des périodiques comme Mademoiselle Âge tendre (où elle dessine Pénélope, sa première histoire, sur un scénario de Claude Brulé), Salut les copains, Lui, 20 ans. Le couple Cestac et Robial vit de piges pour des journaux, tout en fréquentant assidûment le marché aux puces de la porte de Montreuil pour acheter et revendre divers objets. C'est là qu'ils lient connaissance avec Jean-Claude de Repper, qui les met en contact avec Robert Roquemartine, propriétaire de Futuropolis, l'une des rares librairies parisiennes spécialisées dans la bande dessinée. À cette époque, Robial et Cestac ne connaissent que certains classiques dans ce genre artistique ; Roquemartine leur communique sa passion.

### Période Futuropolis: libraire, éditrice, créatrice
En 1972, Cestac reprend la librairie Futuropolis avec Étienne Robial et Denis Ozanne, un ami d'enfance. Le couple n'avait pas envisagé de se lancer dans ce type de commerce. D'abord située rue du Théâtre, en 1974 les propriétaires élargissent son activité et Futuropolis devient une maison d’édition. Elle déménage dans le passage des Écoliers à Paris 15e. Les deux artistes y publient des auteurs comme Edmond François Calvo, Jacques Tardi et Mœbius. Cestac co-dirige la société. Elle assume plusieurs tâches : traduction, maquette, mise en page, livraison, comptabilité, accompagnement des auteurs, relations avec la presse, direction de collection (dont la lucrative collection « Copyright » où sont réédités des comic strips américains classiques),,. Cestac et Robial se rendent au festival international de la bande dessinée d'Angoulême chaque année à partir de son lancement en 1974.
En parallèle, Florence Cestac collabore en tant qu'autrice à Métal hurlant, L'Écho des savanes, Charlie Mensuel, (À suivre), Pilote et Ah ! Nana. Très influencée par les comics, elle crée le détective parodique Harry Mickson, croisement entre Mickey Mouse et le personnage d'Harry Dickson de Jean Ray.
Harry Mickson, avec son nez proéminent et son béret, devient la mascotte de Futuropolis : il figure sur tous les supports de communication. En 1976, cette icône devient protagoniste, héros de bandes dessinées dans plusieurs périodiques. Les histoires sont reprises en albums, chez Futuropolis, entre 1979 et 1988. En 1989, le cinquième volume, Les Vieux Copains pleins de pépins, salué notamment par le critique Thierry Groensteen, reçoit l'Alph-Art humour au festival d'Angoulême. Cestac crée également Edmond François Ratier, qui paraît dans Charlie Mensuel en 1982 et dont les albums sont publiés en 1986 : Le Chien coiffé et Ma vie est un roman policier ; une intégrale rassemble les récits en 2007 aux éditions 6 Pieds sous terre.
Par ailleurs, Cestac illustre La Guerre des boutons de Louis Pergaud (1990). Sur un scénario de Jean-Marc Thévenet (alors directeur de collection pour Futuropolis), elle dessine Comment faire de la « Bédé » sans passer pour un pied-nickelé (1988), ouvrage humoristique adressé aux auteurs débutants. Une version actualisée et augmentée voit le jour en 2001 chez Dargaud. Cestac exerce son art dans des publications adressées à la jeunesse. Une autre de ses créations, Gérard Crétin, figure dans Mikado.
Les éditions Futuropolis marquent durablement le paysage de la bande dessinée française par leur rupture avec les codes traditionnels au profit d'expérimentations à la fois graphiques et narratives,, qui favorisent l'émergence de la bande dessinée pour adultes. Toutefois, les propriétaires se sentent écrasés par la gestion d'une entreprise de quatorze personnes. En 1987, les éditions Futuropolis sont définitivement cédées à Gallimard, pour un franc symbolique. Tandis que le couple Robial-Cestac traverse une crise menant à la séparation, elles deviennent un label inactif en 1994.

### Carrière d'autrice et succès
Après la cession de Futuropolis, Cestac reprend Les Déblok dans Le Journal de Mickey avec Nathalie Roques (initialement imaginés par Sophie Hérout) ; la série connaît neuf volumes et raconte le quotidien d'une famille sous un angle humoristique et tendre. Cependant, la créatrice délaisse épisodiquement cette saga, publiée chez Dargaud, pour d'autres ouvrages. Dans les années 1990, elle collabore avec Nathan et Syros. Elle s'associe à Marie-Ange Guillaume, Édith Grattery et Dodo pour J'attends un chien et Je veux pas divorcer (Albin Michel) ; le même éditeur publie Quatre punaises au Club en 1995, par Cestac, Dodo, Grattery et Roques.
Tout en dessinant pour la jeunesse, Cestac entreprend plusieurs ouvrages d'inspiration autobiographique mettant en scène le personnage récurrent de Noémie dans sa vie quotidienne. Elle est depuis longtemps une personnalité incontournable de la « culture bande dessinée » lorsqu'elle commence la collection Cestac pour les grands, avec Le Démon de midi ou « Changement d'herbage réjouit les veaux », qui « raconte l'histoire d'une femme de 40 ans que son mari quitte pour une femme de 25 ans ». Il lui a fallu cinq ans pour mener à bien ce projet, qui a pour elle une valeur thérapeutique. Cet ouvrage marque une étape dans sa carrière, en raison de sa tonalité adulte et de son important succès critique et public : il vaut à la créatrice l'Alph-Art de l'humour à Angoulême en 1997 ; en 2000, l'album représente 30 000 exemplaires vendus et fait l'objet d'une adaptation au théâtre du Splendid par Marie Pascale Osterrieth et Michèle Bernier, puis au cinéma en 2005 (mais le film est un échec relatif) ; le spectacle, très apprécié, est toujours joué en 2019. L'autrice signale, non sans ironie, que cet album, créé par une femme pour évoquer les affres d'une femme devant l'adultère de son conjoint, a été boudé par la presse féminine tandis qu'un jury largement masculin lui attribue une distinction culturelle,.
Cestac publie en outre La Vie en rose ou l'Obsessionnelle Poursuite du bonheur (1998), qui revisite « les mythes de la vie au féminin », Du sable dans le maillot ou on est bien arrivés, il fait beau et les gens sont sympa (1999), qui « raconte les vacances d'une famille de Français moyens » ainsi que La Vie d'artiste sans s'emmêler les pinceaux sur les chemins détournés (2000), récit partiellement autobiographique qui, avec humour, narre les débuts difficiles d'une artiste dans la bande dessinée.

### Grand Prix de la ville d'Angoulême, succès critique confirmé
Elle reçoit en 2000 le Grand Prix de la ville d'Angoulême, qui récompense l'ensemble de la carrière d'un auteur, par six voix sur huit. Elle est alors la seule femme, avec Claire Bretécher, à recevoir cette distinction depuis la création du festival en 1974. Elle devient donc présidente de l'édition 2001 et une exposition lui est consacrée : Les pieds de nez de Florence Cestac et, pour un public plus jeune, une autre sur Les Déblok. Cestac organise le festival d'Angoulême en 2001 et compose un jury largement féminin pour élire les albums ; elle constate que ce choix conduit à un nombre accru d'artistes féminines récompensées. Dans le cadre de ses fonctions, elle développe l'espace pour les enfants au festival avec Nathalie Roch et met sur pied une opération appelée « Choupinette » pour collecter et redistribuer aux enfants hospitalisés des albums de bande dessinée. En outre, elle propose d'élaborer un statut en faveur des dessinateurs et auteurs qui, lors des festivals, ne sont pas payés pour leurs dédicaces. Les éditeurs, pour qui l'opération est fructueuse sur le plan financier, ne soutiennent guère les artistes. En 2001, le dessinateur Charlie Schlingo, ancien collaborateur de Futuropolis, lui offre Cestac Color, fascicule unique signé par plusieurs auteurs célèbres.

### Autrice pour la jeunesse et le public adulte

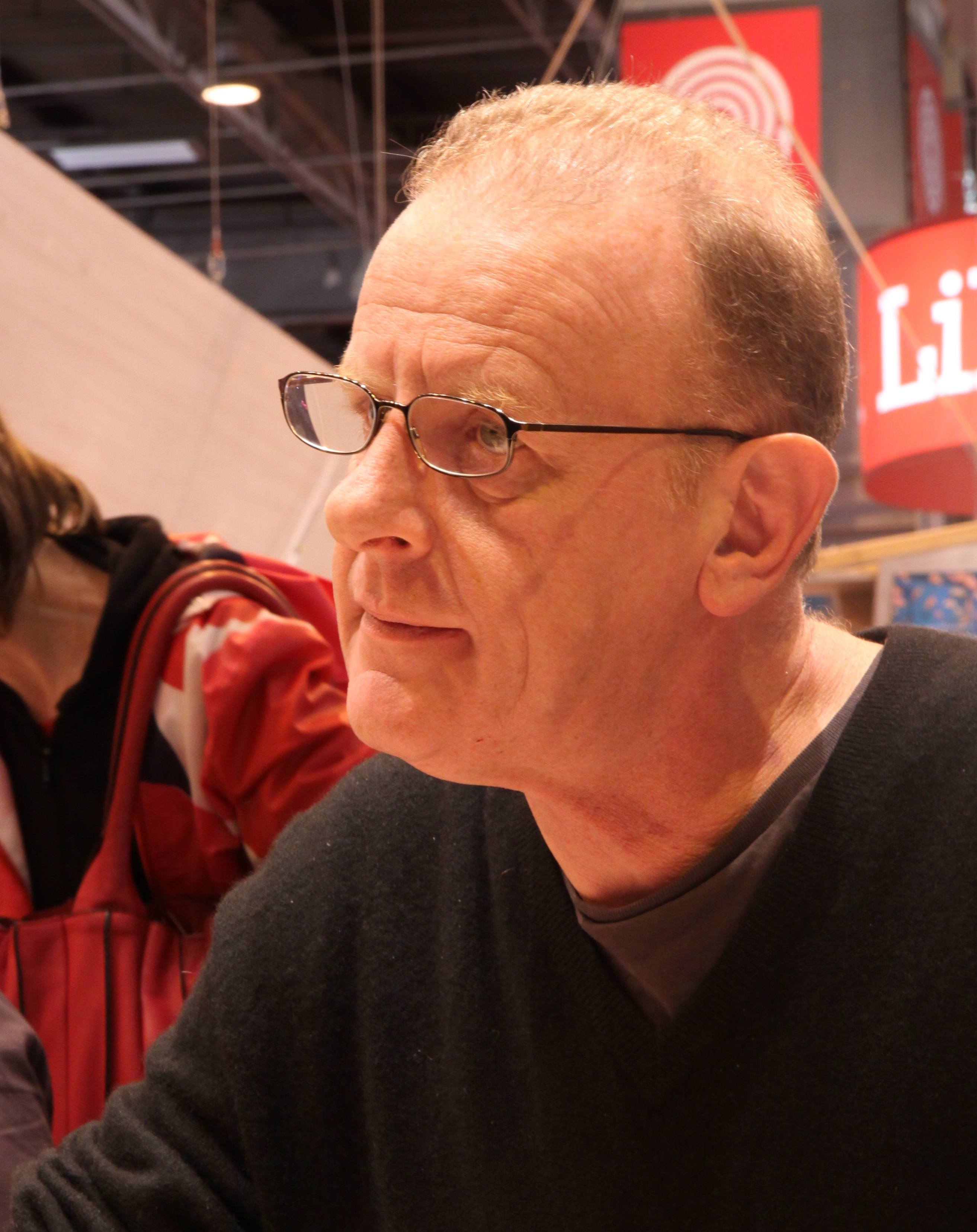
Jean Teulé en 2010. Il signe plusieurs préfaces pour Florence Cestac et il scénarise pour elle Je voudrais me suicider mais j'ai pas le temps, bande dessinée biographique sur Charlie Schlingo.

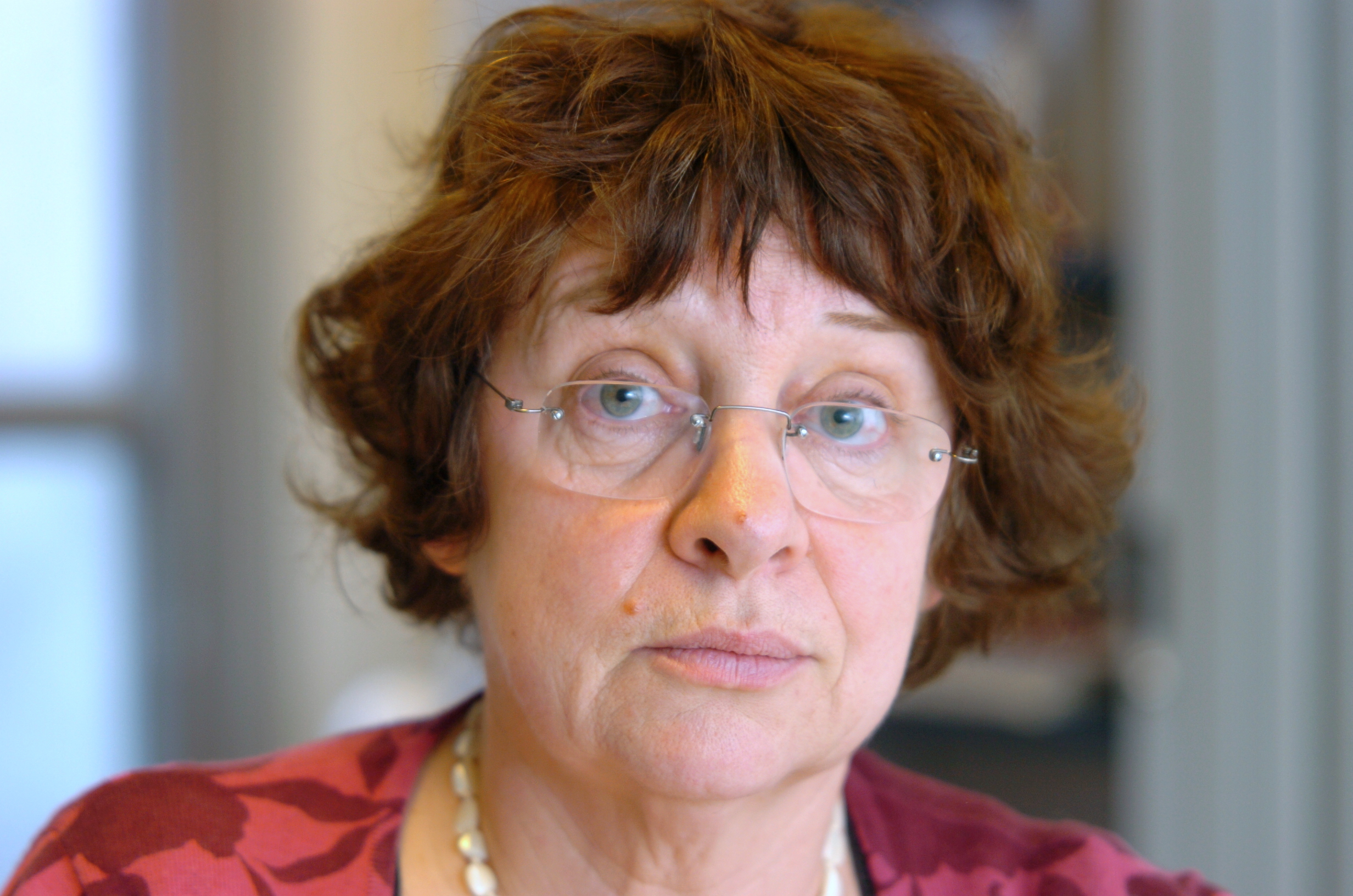
Florence Cestac, le 22 janvier 2008 à Paris.

Cestac publie des ouvrages s'adressant à la jeunesse et d'autres à un public adulte.
Avec Véronique Ozanne, elle publie en 2000 Les Phrases assassines (éd. Verticales), recueil illustré « des phrases cruelles ou stupides que les parents disent aux enfants », tout en poursuivant Les Déblok.
À partir de 2003, le journal Le Point crée un prix de bande dessinée ; Cestac est membre du jury depuis la première édition. En termes d'activités créatives, avec René Pétillon au scénario, elle dessine Super Catho (Dargaud, 2004). Dans cet ouvrage d'inspiration autobiographique, Pétillon narre son enfance en Bretagne dans les années 1950 et l'embrigadement de sa famille auprès d'un charlatan religieux ; les deux artistes, marqués par leur éducation dans le catholicisme, dépeignent avec humour cette période de leur vie. Cestac adapte un épisode de la collection de roman policier Le Poulpe pour la série de bande dessinée éponyme : La Pieuvre à la Pouy aux éditions 6 Pieds sous terre. Pour Pif Gadget, elle dessine plusieurs épisodes de La Fée Kaca et son mal cuit-cuit, une série jeunesse collectée en album (Les Humanoïdes associés, 2007). Elle illustre en outre, sur des textes de Sylvie Lenôtre, un ouvrage jeunesse : Le Grand Voyage des gastrognomes. Elle entreprend seule, toujours chez Dargaud, Le Démon d'après midi… (2005), récit partiellement autobiographique de trois amies — dont Noémie — dans la cinquantaine qui, lors d'un week-end, reviennent sur leur passé et manifestent leur appétit de vivre toujours intact. Elle entame également la série Les Ados, Laura et Ludo, prépubliée dans l'hebdomadaire Le Monde des ados et qui connaît quatre volumes entre 2006 et 2010 ; il s'agit de « deux frère et sœur qui mènent une vie d'enfer à leurs parents. Pas vraiment motivés par l'école, jamais en reste sur les bêtises ». En 2007, revenant sur son expérience pendant vingt ans aux éditions Futuropolis, Cestac publie La Véritable Histoire de Futuropolis. Le titre fait allusion à La Véritable Histoire du soldat inconnu de Jacques Tardi, ouvrage dont la publication avait été perturbée par la loi du 16 juillet 1949 sur les publications destinées à la jeunesse. L'initiative de rédiger un essai en bande dessinée sur la bande dessinée constitue en soi une innovation, d'après Jean-Pierre Mercier, conseiller scientifique au CNBDI. L'album reçoit un accueil positif dans plusieurs journaux, comme Le Monde, Aujourd'hui en France, Libération ou La Croix.
En 2005, Cestac ouvre son site internet. En 2009, en hommage à l'artiste Charlie Schlingo, mort quatre ans plus tôt, elle s'associe avec Jean Teulé (scénario) pour une bande dessinée biographique : Je voudrais me suicider mais j'ai pas le temps (Dargaud). C’est un nouveau succès critique,. Avec Yves Poinot, elle crée en 2009 le prix Schlingo, décerné annuellement en marge du festival d'Angoulême (le Off of Off) pour récompenser un auteur ou une œuvre manifestant une communauté d'esprit avec le dessinateur disparu. Par ailleurs, à la demande d'Yves Poinot, le conseil municipal d'Angoulême accepte de modifier le nom d'une impasse : l’impasse Renolleau devient l'impasse Charlie Schlingo. Elle est inaugurée en février 2013 et Cestac y réalise un mur peint. Toujours en 2009, l'éditeur Hoëbeke publie, dans la série J'aime pas…, une histoire signée Cestac : J'aime pas les gens qui se prennent pour….
S'associant à l'écrivain Tonino Benacquista, Cestac dessine Des salopes et des anges (2011), récit mettant en scène les luttes pour le droit à l'avortement. La narration croise les destins de trois femmes en 1973 — lors de la création du Mouvement pour la liberté de l'avortement et de la contraception — qui se rendent à Londres pour avorter. L'ouvrage est dédié à Simone Veil qui, pendant ses fonctions de ministre sous la présidence de Valéry Giscard d'Estaing, a lutté pour obtenir la loi dépénalisant l'interruption volontaire de grossesse.
Sur un scénario de Nadège Beauvois, Cestac dessine On va te faire ta fête, maman ! (publié en 2011). Il s’agit d’un « recueil de 100 dessins [qui] a pour vocation de faire rire autour du thème de la grossesse et des maladresses de l'entourage » au cours de cette période. Puis, sur un scénario de Marie-Ange Guillaume, elle crée Qui dit chat, dit chien en 2012. Elle participe à la série Les Petits Polars (éd. Le Monde - SNCF) pour l'album Plein le dos, scénarisé par Jean-Bernard Pouy, en 2013. C'est aussi en 2013 que paraît Le Démon du soir ou la Ménopause héroïque. Le personnage de Noémie figure de nouveau dans ce récit partiellement autobiographique où l'héroïne vit à la fois la fin de sa carrière et un nouveau départ dans sa vie. Cestac reprend une collaboration avec Pouy en 2014 pour illustrer La Capture du tigre par les oreilles. La même année, elle reçoit le Grand Prix Saint-Michel, l'une des plus anciennes distinctions pour les bédéastes. Daniel Pennac écrit pour elle le scénario d'Un amour exemplaire, publié en 2015. L'écrivain, dans cet ouvrage autobiographique, dépeint deux personnages issus de milieux sociaux différents qui se marient malgré les conventions sociales et qui refusent de travailler et d'avoir des enfants dans leur idéal d'amour fusionnel. Le livre fait ensuite l'objet d'une adaptation au théâtre, dirigée par Clara Bauer ; des spectacles sont donnés en Italie ainsi qu'au théâtre du Rond-Point, dans lesquels Cestac dessine en direct tandis que Pennac lit au micro et que les acteurs jouent. L'œuvre commence par un hommage aux victimes de l'attentat contre Charlie Hebdo. En effet, Cestac se sent profondément affectée par les assassinats menés contre des membres de ce journal.
Entre 2016 et 2018, elle publie deux volumes de Filles des Oiseaux, qui narrent, de façon partiellement autobiographique, le quotidien de deux héroïnes dans un pensionnat catholique et la vie qu'elles mènent ensuite. Le premier volume, intitulé Filles des Oiseaux : N'oubliez jamais que le Seigneur vous regarde !, met en scène deux jeunes filles qui intègrent un pensionnat catholique à Honfleur. Bien que de milieux sociaux très différents, elles deviennent amies et affrontent avec humour une éducation vouée à brider la liberté et la féminité,. En 2018, l'autrice publie le second volume des Filles des Oiseaux : Hippie, féministe, yéyé, chanteuse, libre et de gauche, top-model, engagée, amie des arts, executive woman, maman, business woman, start-upeuse, cyber communicante… what else ? (Dargaud) qui s'ouvre sur la période de mai 68. Dans cet épisode, les deux amies passent en revue leur existence mouvementée.
En 2019, elle fait partie, à son lancement, de l'équipe des dessinatrices du nouveau mensuel féministe satirique Siné Madame. En 2021 paraît chez Dargaud Un papa, une maman, une famille formidable (la mienne !), une bande dessinée autobiographique où elle dépeint son père sous un angle « peu élogieux ».
L'artiste annonce en 2013 qu'elle ne prévoit pas de prendre sa retraite et qu'elle envisage un dernier épisode de sa saga autobiographique, qui pourrait s’intituler Le Démon de minuit.
En parallèle de ses activités principales, Cestac est créatrice de portraits en relief réalisés avec du papier mâché. Ceux-ci se caractérisent par leurs gros nez qui constituent la signature de l'artiste. De même, avec le sculpteur Jean-Marie Pigeon, elle conçoit des bustes de Marianne, toujours dans son style personnel. Marianne est donc dotée d'un gros nez et de formes généreuses. Il existe douze exemplaires de l'œuvre. La mairie d'Angoulême en acquiert aussitôt un pour décorer sa salle des mariages. D'autres sont achetés par des collectionneurs. Cestac s'adonne également aux détournements de tableaux de peinture amateurs.

### Vie personnelle
Florence Cestac a un fils. En 2013, elle annonce avoir vendu sa collection de figurines représentant Mickey Mouse (6 000 pièces) afin de financer en partie une résidence en province.
Elle réside à Paris, dans un appartement loué avant elle à Enki Bilal.

## Style graphique et narratif

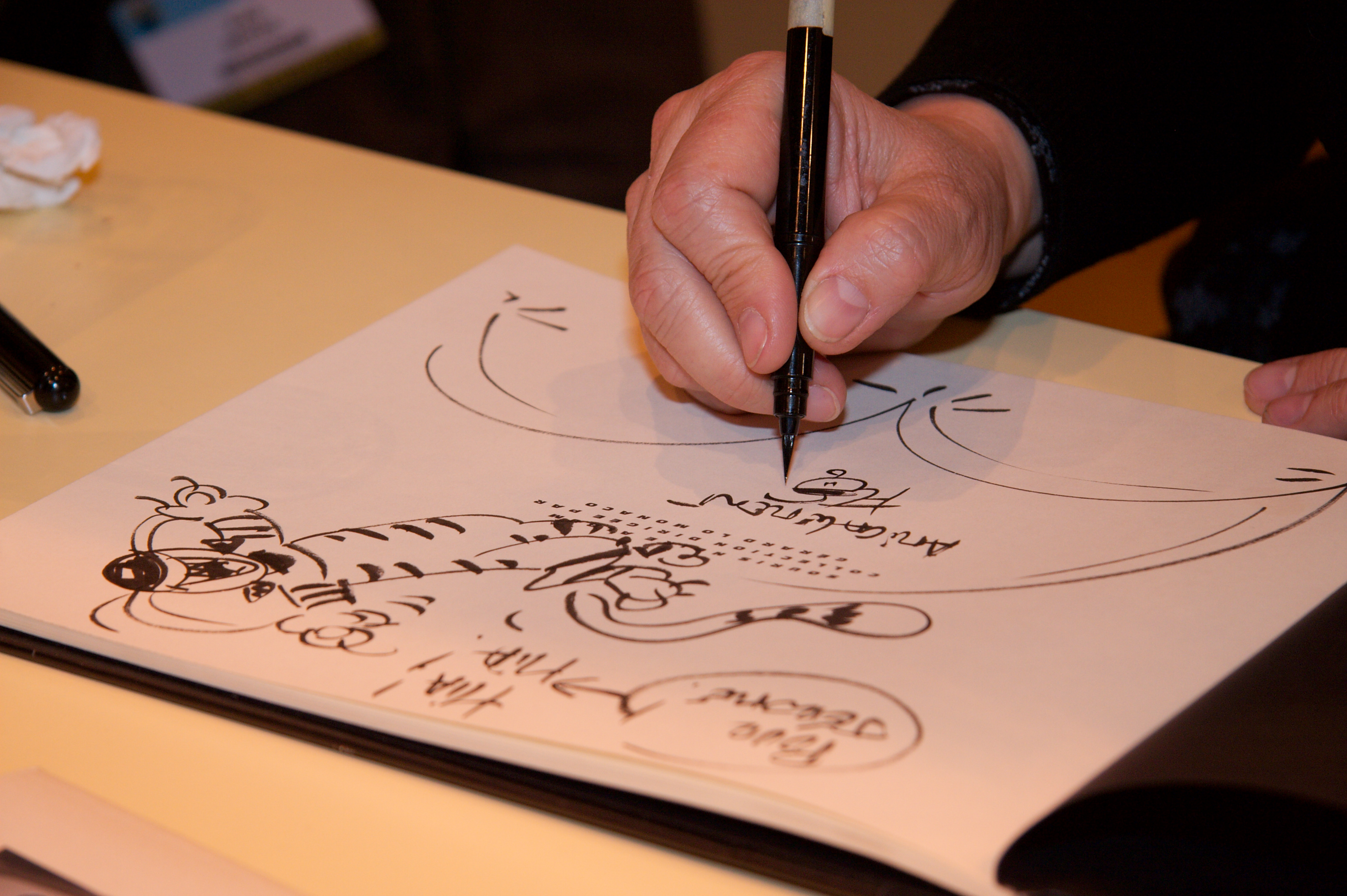
Florence Cestac en dédicace au Salon du livre en mars 2008.

Cestac s'intéresse aux figures des antihéros qui reflètent la fragilité et la sensibilité des êtres. Elle pratique largement l'humour dans ses œuvres,.
Le premier personnage récurrent de Florence Cestac, le détective parodique Harry Mickson, est un croisement entre Mickey Mouse et Harry Dickson de Jean Ray. En effet, Cestac voue « un véritable culte » au célèbre personnage Disney, rassemblant une grande collection d'objets à son effigie. Elle est également passionnée par Popeye, créé par Elzie Segar et dont elle traduit les aventures. Cette affinité se manifeste notamment dans les visages des personnages, dont la bouche est décentrée. Harry Mickson est doté d'un gros nez. Cette caractéristique devient la « marque de fabrique » du style graphique de Cestac. Yves-Marie Labé, chroniqueur pour Le Monde, y voit un rappel de Cyrano de Bergerac. Dans Libération, le chroniqueur trouve aussi l'empreinte d'Edmond François Calvo. La créatrice souligne quant à elle l'influence prépondérante d'André Franquin, notamment de son héros Gaston Lagaffe, ainsi que de ses récits « qui parlaient aux filles comme aux garçons ». Ses travaux s'inspirent également de Robert Crumb « dans la façon rigolarde d’appréhender la réalité »,. L'autrice signale aussi sa connivence avec le comic strip américain Pim Pam Poum.
Outre le gros nez, le style de Cestac se manifeste par « l’expressivité graphique et la dynamique narrative ». À l'écrit, Jean-Pierre Mercier signale sa « verve langagière ». Son graphisme est décrit comme « un trait de pinceau rond ». Dans Le Monde, le critique Yves-Marie Labé relève « sa verve, son sens aigu de l'humour, de l'autodérision et son coup de crayon » ainsi que « son dessin rond et dynamique » ; le critique Frédéric Potet la définit comme « reine des gros nez et du trait caoutchouteux », qui « manie comme personne l'empathie et la tendresse ». Selon les critiques du magazine BoDoï, Cestac emploie des « traits caricaturaux et ronds », un style « proche du dessin satirique ». Ce dessin en rondeur se prête aussi à des sujets graves, comme l'avortement, ou la vie tragi-comique de Charlie Schlingo.
L'artiste définit son style graphique et narratif de la manière suivante : « Les gros nez et l'autodérision, c'est ma marque de fabrique. Je pars du principe qu'il vaut mieux en rire. J'ai tendance à mettre le nez de clown pour me sortir des situations un peu difficiles. »

## Prises de position en faveur des créateurs de bande dessinée
Dans un objectif à la fois didactique et ludique pour guider les auteurs débutants, Florence Cestac dessine, sur un scénario de Jean-Marc Thévenet Comment faire de la « Bédé » sans passer pour un pied-nickelé (1988).
En 2013, elle critique l'organisation du festival, où les créateurs et créatrices, loin de se mélanger comme dans les débuts, restent entre « clans » auprès de leurs éditeurs respectifs. En 2014, Franck Bondoux, dirigeant de la société privée 9e Art+, organisatrice du festival, annonce la dissolution de l'Académie des Grands Prix après une controverse sur le mode de scrutin. Lorsque, en 2016, la polémique éclate lors du festival d'Angoulême en raison de l'absence totale de femmes aux présélections du Grand Prix, Cestac s'exprime contre Bondoux dans les colonnes du Journal du dimanche. Outre le problème des dessinatrices absentes, elle estime que l'évènement tient davantage d'une « foire à dédicaces » et d'un « business » que d'une manifestation culturelle. Elle appelle également à réinventer les activités réservées aux enfants. Les déclarations de Cestac trouvent un écho dans la presse,,. Néanmoins, l'organisateur du festival signifie son désaccord envers ces propos. Face au tollé, six créatrices sont incluses dans la sélection. La même année, Cestac et six autres personnalités ayant reçu le Grand Prix s'associent avec des auteurs renommés pour fonder le groupe « Angoulême la renaissance ». Il s'agit pour eux d'une « opération de sauvetage » ainsi que d'une dénonciation de la gestion menée par Franck Bondoux. Ils proposent un plan en quatorze points pour renouveler en profondeur l'animation.
Invitée d'honneur de la 24e édition du festival BD de Perros-Guirrec en 2017, Cestac fait part de ses inquiétudes pour les auteurs débutants, qui subissent une pression importante car ils doivent d'emblée élaborer un album au lieu de s'exercer dans des fanzines de bande dessinée, en phase de raréfaction,.

## Engagements féministes
À plusieurs reprises, des chroniqueurs établissent le parallèle entre les deux seules femmes ayant reçu le Grand Prix de la ville d'Angoulême : les « pionnières » Cestac (récipiendaire du Grand Prix en 2000) et Claire Bretécher (qui a reçu un Grand Prix spécial en juin 1982) — toutes deux sont amies,,. Si les auteurs étaient moins nombreux dans les années 1960-1970 que dans les années 2010, cette activité n'était pas considérée comme un métier sérieux ; les créateurs de bande dessinée éludaient les questions sur leur métier en déclarant qu'ils faisaient des « livres pour enfants »,. Lorsque les deux créatrices débutent dans la profession, les femmes sont rares et parfois marginalisées. Toutes deux emploient un style très personnel. Cestac est régulièrement interviewée sur la place des femmes dans la création de bande dessinée et sur la représentation des femmes dans la bande dessinée, par exemple dans la Revue des Deux Mondes en 2000. L'artiste déclare avoir plusieurs fois entendu que son style graphique n'est « pas féminin », or il lui semble aberrant de cantonner toute création féminine à un style qui serait « girly ». Le lectorat de bande dessinée étant largement masculin, tout comme la proportion de dessinateurs, Cestac conclut : « Les personnages féminins dans la BD sont encore énormément des projections des fantasmes masculins, avec des gros nichons et des flingues dans chaque main ou alors elles sont complètement absentes. »

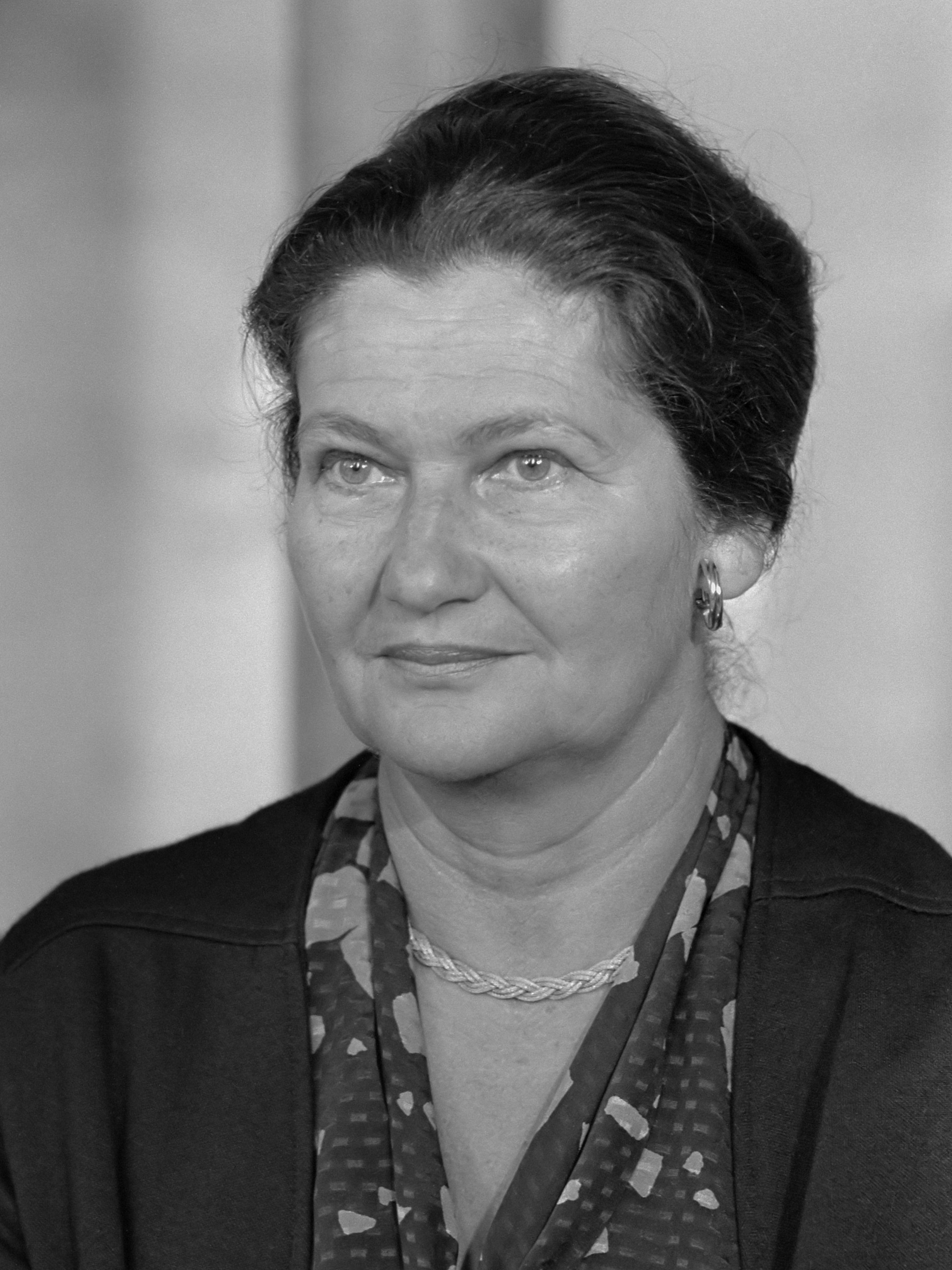
Simone Veil en 1984.

Florence Cestac participe, dans les années 1970, au périodique Ah ! Nana. Elle exprime ses revendications féministes dans cette parution essentiellement élaborée par des femmes sur la condition féminine. Cette initiative avant-gardiste, sans précédent en France, prend fin après deux années de publication. En janvier 1985, Cestac signe dans Le Monde le manifeste de quatre dessinatrices françaises contre le sexisme et la violence dans les bandes dessinées. La situation des femmes dans la société représente un thème récurrent dans son œuvre, dont La Vie en Rose ou l'Obsessionnelle Poursuite du bonheur (1998). Cestac dépeint la condition féminine dans plusieurs récits : Le Démon de midi, qui « a vengé des générations entières de femmes trompées », Des salopes et des anges, qui constitue une « leçon » aux générations ayant oublié les combats pour l'IVG, Le Démon d'après midi… puis Le Démon du soir ou la Ménopause héroïque, où l'artiste dépeint une héroïne de 60 ans, accablée sous les responsabilités familiales et qui décide de se libérer. Le titre Le Démon du soir ou la Ménopause héroïque constitue, à lui seul, une provocation tant le sujet de la ménopause est délicat, voire tabou, y compris dans la presse féminine ; en effet, les journaux féminins n'en offrent qu'une image exagérément positive au lieu d'évoquer d'une part les inquiétudes des sexagénaires et d'autre part le fardeau de contraintes qui les accablent,. Dans le second volume des Filles des Oiseaux, qui met en scène deux héroïnes plongeant dans le mouvement de mai 68, Cestac explore « ces décennies féminines, voire franchement féministes ». L'ouvrage Des salopes et des anges, scénarisé par Tonino Benacquista, est dédié à Simone Veil qui, pendant ses fonctions de ministre sous la présidence de Valéry Giscard d'Estaing, a lutté pour obtenir la loi dépénalisant l'interruption volontaire de grossesse. Cestac voue un profond respect à l'ancienne ministre.
L'artiste estime, dans plusieurs interviews, que globalement le milieu de la bande dessinée est masculin plutôt que sexiste. Néanmoins, cette disparité de genre conduit à des représentations largement stéréotypées de personnages féminins. Si les autrices de sa génération sont relativement rares, la bande dessinée se féminise tant du point de vue des professionnelles que du lectorat ; les organisateurs du festival d'Angoulême ne peuvent ignorer ce fait. Lorsque Cestac préside le festival en 2001, elle compose un jury largement féminin pour élire les albums et constate que ce choix conduit à un nombre accru de femmes artistes récompensées.
Dans les années 2010, Cestac continue de s'engager pour le féminisme. Elle soutient le Collectif des créatrices de bande dessinée contre le sexisme, fondé en 2015, qui lutte contre les difficultés des créatrices à obtenir des opportunités équivalentes à celles de leurs confrères. Outre de nombreux témoignages allant dans ce sens, plusieurs études mettent en lumière le fait que les autrices de bande dessinée sont marginalisées, moins visibles et moins bien payées que les auteurs. Cestac est signataire du collectif « BD Égalité », visant à lutter contre le sexisme en matière de bande dessinée. Dans le sillage de la polémique sur l'absence de femmes dans la sélection pour le Grand Prix en 2016, Cestac renouvelle son soutien à ces mouvements réclamant la mixité.
Par ailleurs, Cestac participe aux ouvrages En chemin, elle rencontre…, publiés par Des ronds dans l'O en partenariat avec Amnesty International.
En 2018, la dessinatrice déclare s'inquiéter du recul des droits des femmes : « En ce moment, on est en train de détricoter toutes les avancées » des années 1960-1970. Elle met notamment en avant le rôle des religions à cet égard. C'est ce qui l'a motivée à écrire Filles des Oiseaux, où la féminité des personnages est étouffée par la religion : « Je n'ai rien contre les religions, chacun est libre de les pratiquer, mais cette espèce d'asphyxie, quand ça se traduit par de la violence, est insupportable. Ça fait monter les extrémismes et ça me fait peur. » Dans le sillage de l'œuvre Des salopes et des anges, Cestac participe en 2014 à la Journée internationale de lutte des femmes pour leurs droits lors d'un débat sur l'interruption volontaire de grossesse et déclare : « Je viens témoigner de ce que j'ai vécu, dans une époque où les droits des femmes stagnent ou même régressent. »

## Œuvres

### Textes illustrés
- Cauchemar matinal (avec Jean-Luc Cochet), Futuropolis, 1984  (ISBN 978-2-7376-5651-4).
- Rira bien qui mourra le dernier, texte de David Goodis, Futuropolis, 1985  (ISBN 978-2-7376-5415-2).
- La Guerre des boutons de Louis Pergaud, Futuropolis, 1990  (ISBN 978-2-7376-2689-0).
- Mystère à Saint-Antoine, (avec Jean-Luc Cochet), Nathan, 1992  (ISBN 2-09-274259-0).
- Pas de whisky pour Méphisto, texte de Paul Thiès, Syros Jeunesse 1993  (ISBN 978-2-86738-925-2).
- Tétine et le Mystère des boules de gomme avec Charles Rouah, Syros Jeunesse 1993  (ISBN 978-2-86738-880-4).
- Foot , avec Yves Pinguilly, Syros Jeunesse, 1994  (ISBN 978-2-84146-006-9).
- J'attends un chien, texte de Marie-Ange Guillaume, Éditions Albin Michel, 1996.
- Je veux pas divorcer, texte de Dodo, Éditions du Seuil jeunesse, 1998  (ISBN 2-02-025061-6).
- Les Phrases assassines, texte : Véronique Ozanne, préface : Jean Teulé, éditions Verticales, 2001  (ISBN 978-2-84335-094-8)[114].
- Tous citoyens avec Élisabeth de Lambilly, Mango, 2008  (ISBN 978-2-7404-2457-5).
- La Capture du tigre par les oreilles, texte de Jean-Bernard Pouy, éd. Le Monde - SNCF, coll. « Les Petits Polars », 2014  (ISBN 2-36156-182-4).
- Cyrano de Bergerac, texte d'Edmond Rostand, Les Échappés, 2018  (ISBN 978-2-35766-159-2).
- Bienvenue dans mon demi-monde, le journal pas triste d'une survivante, texte de Caroline Lhomme, Éditions Hugo & Cie, 2020  (ISBN 978-2-7556-8280-9)

### Bande dessinée
- Harry Mickson

1. Mickson Alphabet, Futuropolis, 1979.
2. Harry Mickson, Futuropolis, 1980.
3. Harry Mickson nettoie ses pinceaux, Futuropolis, 1982.
4. Cauchemar matinal, scénario de Jean-Luc Cochet, Futuropolis, 1984.
5. Mickson et les Gaspards, Futuropolis, 1985.
6. Les Vieux Copains pleins de pépins, Futuropolis, 1988.
7. Hors série : Mickson BD Football club, Futuropolis, 1987.

- Edmond François Ratier

1. Ma vie est un roman policier, Futuropolis, 1986.
2. Le Chien coiffé, Futuropolis, 1986  (ISBN 2-7376-5480-7).

- Comment faire de la bédé sans passer pour un pied-nickelé (scénario : Jean-Marc Thévenet), Futuropolis, 1988  (ISBN 2-7376-2629-3).
- Quatre punaises au club, avec Dodo, Édith et Nathalie Roques (scénario), éditions Albin Michel, L'Écho des savanes, 1995  (ISBN 2-226-07831-2).
- Les Déblok :

1. L'Année des Déblok (dessin), avec Nathalie Roques (scénario), éditions du Seuil, coll. Seuil Jeunesse, 1994  (ISBN 2-02-020598-X).
2. Les Déblok rient (dessin), avec Nathalie Roques (scénario), éditions du Seuil, coll. Seuil Jeunesse, 1995  (ISBN 2-02-023932-9).
3. Les Déblok font le printemps (dessin), avec Nathalie Roques (scénario), éditions du Seuil, coll. Seuil Jeunesse, 1997  (ISBN 2-205-04600-4).
4. Poilade de Déblok aux éclats de rire (dessin), avec Nathalie Roques (scénario), Dargaud, 1997  (ISBN 2-205-04613-6).
5. Truffes et Langues de chats à la Déblok (dessin), avec Nathalie Roques (scénario), Dargaud, 1998  (ISBN 2-205-04752-3).
6. Déblokeries à la crème anglaise (scénario et dessin), Dargaud, 1999  (ISBN 2-205-04864-3) (BNF 37041515).
7. Farandole de farces à la Déblok (scénario et dessin), Dargaud, 2000  (ISBN 2-205-04983-6).
8. Fines conserves Déblok façon boute-en-train (scénario et dessin), Dargaud, 2001  (ISBN 2-205-05058-3) (BNF 37678401).
9. Turlupinades de la maison Déblok (scénario et dessin), Dargaud, 2002  (ISBN 2-205-05229-2).

- La Vie en rose ou l'Obsessionnelle Poursuite du bonheur, Dargaud, 1998  (ISBN 2-205-04590-3).
- Du sable dans le maillot ou On est bien arrivés, il fait beau et les gens sont sympas, Dargaud, 1999  (ISBN 2-205-04773-6).
- Florence Cestac, Piquante ! Catalogue d'exposition, Christian Desbois, avril 2000, 72 p. (ISBN 978-2-910150-14-3).
- La Vie d'artiste sans s'emmêler les pinceaux sur les chemins détournés, Dargaud, 2002  (ISBN 2-205-05230-6)[115].
- Super Catho (dessin), avec René Pétillon (scénario), Dargaud, 2004  (ISBN 2-205-05477-5)[116].
- Le Poulpe, tome 14 : Pieuvre à la Pouy (dessin), avec Francis Mizio (scénario), 6 Pieds sous terre, 2004  (ISBN 2-910431-46-0).
- Les Démons de l'existence

1. Le Démon de midi ou « Changement d'herbage réjouit les veaux », Dargaud, 1996  (ISBN 2-205-04442-7).
2. Le Démon d'après midi…, Dargaud, 2005  (ISBN 2-205-05673-5).
3. Le Démon du soir ou la Ménopause héroïque, Dargaud, 2013  (ISBN 978-2-205-07114-6).
4. Les Démons de l'existence, tome 0 : Ou ce qui ne nous tue pas, nous rend plus forte… Ben voyons !, intégrale des trois premiers volumes, Dargaud, 2018  (ISBN 978-2-205-07866-4).

- Vive la politique !, collectif, Dargaud, 2006  (ISBN 2-205-05924-6).
- Les Ados Laura et Ludo, Dargaud :

1. Laura et Ludo, 2006  (ISBN 2-205-05688-3).
2. Laura et Ludo 2, 2007  (ISBN 978-2-205-06004-1).
3. Laura et Ludo 3, 2008  (ISBN 978-2-205-06162-8).
4. Laura et Ludo 4, 2010  (ISBN 978-2-205-06413-1).

- La Fée Kaca, Les Humanoïdes associés, 2007  (ISBN 978-2-7316-2076-4).
- La Véritable Histoire de Futuropolis, Dargaud, 2007  (ISBN 978-2-205-05911-3).
- Je voudrais me suicider mais j'ai pas le temps (dessin), avec Jean Teulé (scénario), Dargaud, 2009 - Biographie de Charlie Schlingo  (ISBN 978-2-205-06174-1).
- J'aime pas… , tome 6 : Les gens qui se prennent pour…, Hoëbeke, 2009  (ISBN 978-2-84230-357-0).
- Des salopes et des anges, scénario de Tonino Benacquista, Dargaud, 2011  (ISBN 978-2-205-06879-5).
- On va te faire ta fête, maman !, scénario de Nadège Beauvois, Dargaud, 2011  (ISBN 978-2-205-06760-6).
- Qui dit chat, dit chien, texte de Marie-Ange Guillaume, Dargaud, 2012  (ISBN 978-2-205-06878-8).
- Plein le dos, texte de Jean-Bernard Pouy, éd. Le Monde - SNCF, coll. « Les Petits Polars », 2013  (ISBN 978-2-361-56123-9).
- Un amour exemplaire, scénario de Daniel Pennac, Dargaud, 2015  (ISBN 978-2-205-07332-4).
- Filles des Oiseaux, Dargaud.

1. Filles des Oiseaux : N'oubliez jamais que le Seigneur vous regarde !, tome 1, 2016  (ISBN 978-2-205-07559-5).
2. Filles des Oiseaux : Hippie, féministe, yéyé, chanteuse, libre et de gauche, top-model, engagée, amie des arts, executive woman, maman, business woman, start-upeuse, cyber communicante… what else ?, tome 2, 2018  (ISBN 978-2-205-07673-8).

- Un papa, une maman, une famille formidable (la mienne !), Dargaud, 2021  (ISBN 978-2-205-08481-8)
- Ginette, éd. Le Monte-En-L'air, coll. Bd-Cul, 2022  (ISBN 979-10-92775-40-2)
- Le Prof qui a sauvé sa vie, scénario d'Albert Algoud, Dargaud, 2023  (ISBN 978-2205-20619-7)

### Animation
- Il était une fois…, adaptation du Vilain Petit Canard, 1995.

## Distinctions

### Prix
- 1989 : Alph-Art humour au festival d'Angoulême pour Harry Mickson, tome 5 : Les Vieux Copains pleins de pépins (France).
- 1997 : Alph-Art humour au festival d'Angoulême pour Le Démon de midi.
- 2000 : grand prix de la ville d'Angoulême.
- 2014 : grand prix Saint-Michel (Belgique).
- 2022 : grand prix Victor Rossel (Belgique)[117].

### Décorations
- Commandeure de l'ordre des Arts et des Lettres Elle est promue au grade de commandeure le 23 mars 2017[118].